# Miyake Yonekichi

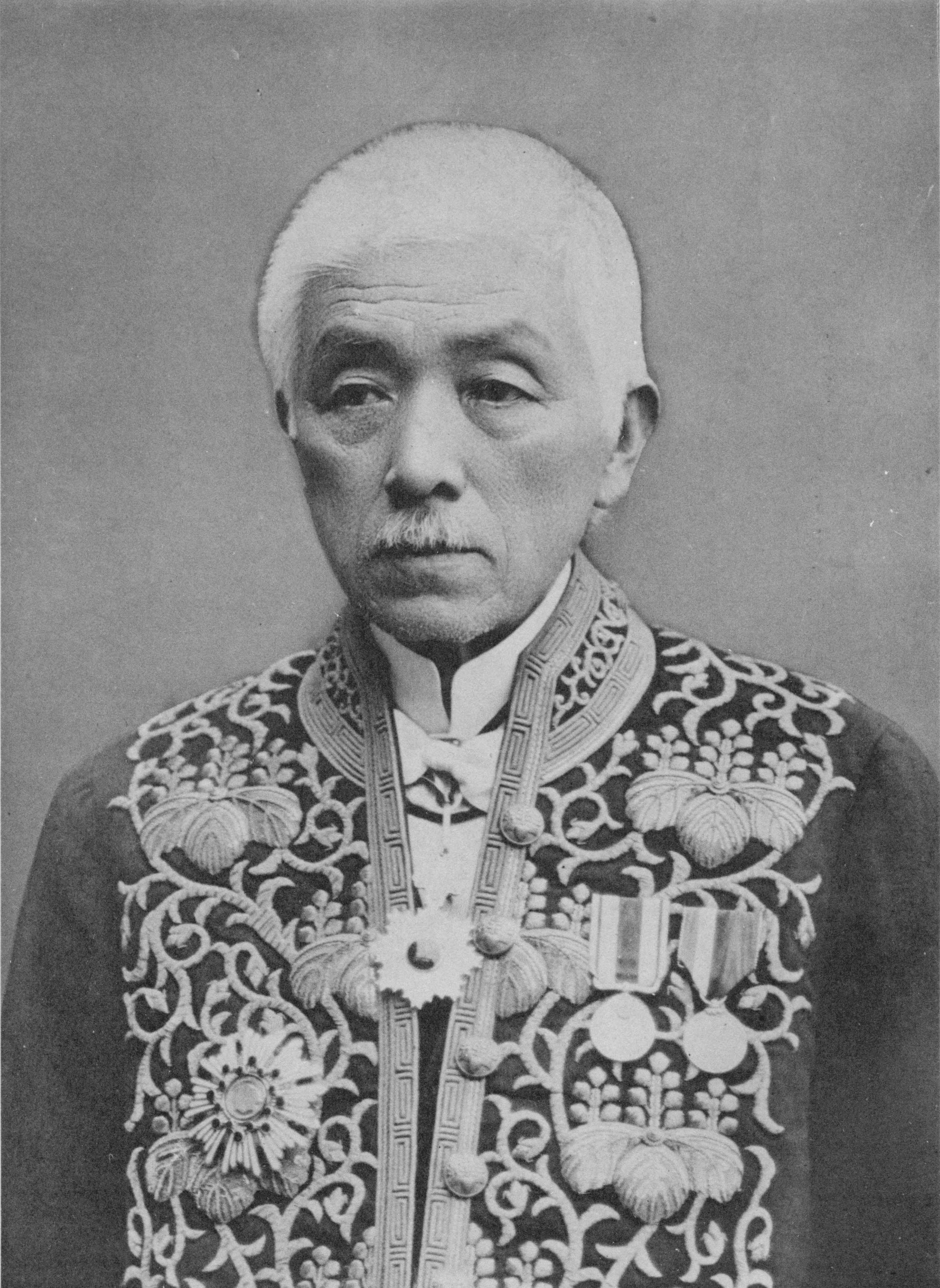
Miyake Yonekichi

Miyake Yonekichi (japanisch 三宅 米吉; geboren 1. Juli 1860 in Wakayama (Provinz Kii); gestorben 11. November 1929 in Tokio) war ein japanischer Archäologe und Pädagoge.

## Leben und Wirken
Miyake Yonekichi wurde als ältester Sohn von Miyake Hidemitsu (三宅栄光), einem Hatamoto des Tokugawa-Zweiges in Wakayama geboren. 1872 ging er nach Tokio und begann ein Studium an der Keiō Gijuku Daigaku, wo er den späteren Politiker Ozaki Yukio (1858–1954) und den späteren Historiker Naka Michiyo (1851–1908) kennenlernte. Er brach das Studium jedoch 1875 ab und bildete sich alleine weiter. 1876 wurde er Lehrer an der „Niigata English School“ (新潟英語学校, Niigata Eigo gakkō), kehrte 1879 nach Tokio zurück und wurde 1880 Lehrer an der „Pädagogischen Schule Chiba“ (千葉師範学校, Chiba shihan gakkō) und an der „Chiba Junior High School“ (千葉中学校, Chiba chūgakkō).
1881 wechselte Miyake an die „Pädagogische Schule Tokyo“ (東京師範学校, Tōkyō shihan gakkō), der späteren „Höheren Pädagogische Schule Tokyo“. Im selben Jahr veröffentlichte er den ersten Band von „Nihon Shigaku Teiyō“ (日本史学提要) – „Geschichte Japans, eine Zusammenfassung“, der einen epochemachenden Beitrag zur japanischen Geschichte leistete, einschließlich verschiedener Studien auf dem Gebiet der Archäologie. Weiter wirkte er als Berater für das Redaktionsbüros „Kinkō-dō henshūjo“ (金港堂編輯所). 
Miyake reiste dann 1886 ins Ausland, um sich über das dortige Bildungssystem zu informieren. 1888 kehrte er nach Japan zurück und leitete die pädagogisch-akademische Zeitschrift „Mon“ (文), in der er über Bildungsreformen diskutierte. 1890 kehrte er an die „Tokyo Higher Normal School“ zurück und widmete sich der Ausbildung der nächsten Generation im Geschichtsunterricht. 1922 wurde er zum Rektor der „Höheren Pädagogische Schule“ ernannt und wurde gleichzeitig Präsident des „Imperial Household Museum“ (東京帝室博物館, Tōkyō teishitsu hakubutsukan).1928 wurde er, zusammen mit seinem Kollegen Naka Michiyo promoviert. 1928 gründete er die „Japan Archaeological Society“ (日本考古学会, Nihon kōkogaku-kai) und übernahm das Amt des Präsidenten. Im April 1929 wurde die „Tokyo Bunrika University“ (東京文理科大学) gegründet, deren erster Präsident er wurde. Er starb jedoch im selben Jahr plötzlich an einem Herzinfarkt.
Miyake versuchte, aktuelle Forschung mit Literaturrecherchen zu verbinden. Posthum erschien 1929 „Bungaku Hakase Miyake Yonekichi Chojūshū“ (文学博士三宅米吉著述集) – „Dr. Miyake Yonekichi Gesammelte Werke“.